# Résolution 2166 du Conseil de sécurité des Nations unies
Membres permanents
- Chine
- États-Unis
- France
- Royaume-Uni
- Russie

Membres non permanents
- Argentine
- Australie
- Chili
- Corée du Sud
- Jordanie
- Lituanie
- Luxembourg
- Nigéria
- Rwanda
- Tchad

Résolution no 2165 Résolution no 2167
La résolution 2166 du Conseil de sécurité des Nations unies, concernant l'abattage du vol 17 de Malaysia Airlines (code IATA : MH17), parrainée par l'Australie a été adoptée à l'unanimité le 21 Juillet 2014. Le Conseil de sécurité des Nations unies a appuyé « l’action entreprise en vue de la réalisation d’une enquête internationale exhaustive, minutieuse et indépendante sur l’incident, conformément aux directives de l’aviation civile internationale » et a engagé tous les États membres des Nations unies « à fournir une assistance pour les enquêtes civiles et judiciaires relatives à cet incident ». Il s’agit de la première des résolutions adoptées par le Conseil de sécurité concernant la guerre russo-ukrainienne.

## Préparation
La résolution a été rédigée le 18 juillet, mise en circulation le 19 juillet et convenu le lendemain. La fédération de Russie, membre permanent du Conseil disposant à ce titre d'un droit de veto, a soutenu la résolution après que les négociations aient conduit à quelques modifications du texrte, notamment en qualifiant l'incident de « destruction » de l'avion au lieu de « abattage ».

## Suites
L'équipe internationale d'enquête est coordonnée par les Pays-Bas à la demande de l'Ukraine, compte 24 personnes venant de Malaisie, d'Australie, de France, d'Allemagne, des États-Unis, du Royaume-Uni et de Russie, avec l'assistance de l'Organisation de l'aviation civile internationale. Alors que les forces ukrainiennes et séparatistes s'accusent mutuellement d'avoir causé la destruction et causé la mort de 289 victimes, l'équipe parvient à avoir accès à la zone où l'avion s'est écrasé – sous le contrôle des séparatistes – et analyser les boîtes noires.
Le 29 juillet 2015, la Russie a opposé son droit de veto à une résolution présentée par la Malaisie, soutenue par l'Ukraine, la Belgique, les Pays-Bas et l'Australie visant à l'établissement d'un Tribunal international pour juger les responsables de l'abattage.
Le 24 mai 2018, l'enquête internationale se termine en ayant établi que l'avion a été abattu par un missile Bouk-Telar appartenant aux forces armées russes et tiré depuis le territoire contrôlé par les séparatistes soutenues par la Russie.

## Voir également
- Résolution 731 du Conseil de sécurité des Nations unies
- Résolution 748 du Conseil de sécurité des Nations unies
- Résolution 2623 (2022) du Conseil de sécurité des Nations unies
- Onzième session extraordinaire d'urgence de l'Assemblée générale des Nations unies
- Résolution 2774 (2025) du Conseil de sécurité des Nations unies